# Supraviețuitori în infern
Supraviețuitori în infern (titlu original: Attack Force Z) este un film de război australiano-taiwanez din 1982, a cărui acțiune se petrece în timpul celui de-al Doilea Război Mondial regizat de Tim Burstall. Se bazează vag pe evenimente reale și a fost filmat în Taiwan în 1979. A fost proiectat la Festivalul de Film de la Cannes pe 18 mai 1981.
Filmul este remarcat pentru că îi are în distribuție pe Mel Gibson și Sam Neill, care erau relativ necunoscuți în SUA la acea vreme, dar care au devenit vedete internaționale. Povestea îi are în prim plan pe căpitanul P.G. Kelly (Gibson), care conduce o echipă din Unitatea Specială de elită Z împotriva Imperiului Japonez în timpul celui de-al Doilea Război Mondial. Filmul ficționalizează faptele Unității Speciale Z, care era cunoscută și sub numele de Forța Z. Era o unitate de comando mixtă din Australia, Marea Britanie și Noua Zeelandă. Principalul său mandat a fost să efectueze misiuni de recunoaștere și sabotaj în Asia de Sud-Est ocupată de japonezi.

## Intrigă
În strâmtoarea Sembaleng, cinci bărbați sunt trimiși cu ajutorul unui submarin în caiace pliabile pentru a salva supraviețuitorii unui avion doborât pe o insulă din apropiere care este ocupată de armata imperială japoneză. Condusă de Paul Kelly (Gibson), un ofițer de comando fără experiență, echipa aterizează în secret pe insulă și își ascunde caiacele. În timp ce se aventurează pe uscat, Ted „Kingo” King este doborât de un post de mitralieră ascuns, echipa îi elimină rapid pe apărătorii japonezi și se întoarce la tovarășul lor rănit. King a fost lovit la picior, iar glonțul i-a zdrobit rotula. King nu poate fi lăsat să cadă în mâinile inamicului și să compromită misiunea după ce este interogat, iar după ce a fumat o țigară cu el, Costello îl împușcă. Cei patru bărbați rămași își continuă misiunea; dând peste un cultivator de orez, ei află de zona în care s-a prăbușit avionul. Fermierul de orez este, de asemenea, ucis pentru a păstra secretul.
Dar, pe măsură ce se apropie de destinație, observă o echipă de soldați japonezi într-o casă locală. După ce japonezii pleacă, cei patru intră în casă și îl întâlnesc pe liderul rezistenței locale Lin, fiica lui adultă Chien Hua și frații și surorile ei mai mici. Cu un ghid care să-i conducă, se îndreaptă spre avion, dar sunt atacați de soldații japonezi într-un templu budist. Despărțit de restul, interpretul Jan Veitch reușește să se întoarcă la casa lui Lin unde Chien Hua îl ascunde de japonezii care se întorc. După moartea soldaților lor, ofițerii japonezi Watanabe și Imanaka o torturează pe Chien pentru a le spune locul unde este tatălui ei, despre care cred că îi ascunde pe supraviețuitorii avionului prăbușit, dar Chien Hua refuză. Fiul lui Lin, Shaw Hu, le spune japonezilor, mințindu-i, că Lin, oamenii din trupa de comando și supraviețuitorii avionului se îndreaptă spre capitala insulei. Toți japonezii pleacă cu excepția a doi soldați care o păzesc Chien Hua; Veitch îi ucide pe amândoi cu ajutorul lui Shaw Hu.
Între timp, putând să observe avionul, Kelly privește cum localnicii aruncă în aer epava. Lin este evaziv, iar după ce i-a chestionat pe locuitorii unui sat, echipa se îndreaptă spre avion. Kelly reușește să-l determine pe Lin să le spună că cei doi supraviețuitori sunt duși la el acasă, așa că se întorc. În capitală, Veitch este condus la supraviețuitori. Unul dintre ei este un oficial al guvernului japonez, Imoguchi, care dezertase și despre care se crede că deține un secret care ar putea pune capăt războiului mai repede. Numai Kelly știe că trebuie să fie salvat cu orice preț - sau ucis. Pe măsură ce piesele puzzle-ului încep să apară, Kelly trebuie să-și convingă oamenii că Imoguchi merită salvat și rezistența locală că merită să lupte împotriva dușmanilor lor japonezi.

## Distribuție
- John Phillip Law în rolul locotenentului J.A. (Jan) Veitch
- Mel Gibson în rolul căpitanului P.G. (Paul) Kelly
- Sam Neill în rolul sergentului D.J. (Danny) Costello
- Chris Haywood în rolul marinarului A.D. 'Sparrer' Bird
- John Waters în rolul sublocotenentului Ted 'Kingo' King
- Ku Chun în rolul fermierului de orez
- Sylvia Chang în rolul Chien Hua
- O Ti în rolul Shaw Hu
- Koo Chuan Hsiung în rolul Lin Chan-Lang

## Producție
Scenariul s-a bazat pe un raid de salvare de comando din viața reală, Operațiunea Opossum, în care o echipă de comando l-a salvat pe sultanul local de pe insula Ternate, ocupată de Japonia, lângă Borneo.
Filmul s-a intitulat inițial The Z Men și urma să fie regizat de Phillip Noyce. Pre-producția a început în Taiwan, unde timp de șase săptămâni Noyce a lucrat la scenariu cu scriitorul Michael Cove. Cu toate acestea, Noyce s-a certat cu producătorii - McCallum a susținut mai târziu în special că Noyce a refuzat să folosească unul dintre actorii chinezi care fusese repartizat într-un rol mic - și a fost concediat cu o seară înainte ca filmările să înceapă. El a fost înlocuit de Tim Burstall în noiembrie 1979.
Filmările au fost întârziate și mai mult de ploaia constantă și de rescrierea scenariului. Printre modificările făcute s-au numărat adăugarea unui al cincilea personaj în echipă - un soldat interpretat de John Waters, care urma să fie ucis în primele zece minute de unul dintre propriii lor oameni.
Acest film s-a bazat pe cartea „The Night the Z Men Landed”, scrisă de Gene Janes sub pseudonimul său de mai multe cărți militare, Owen Gibson, în anii 1960 și publicată de Calvert Publishing din Sydney. A existat o dispută legală între autor și McCallum Productions cu privire la drepturile de ecranizare. Janes a dat compania de producție în judecată, oprind lansarea filmului și, în cele din urmă, i s-au acordat drepturile legale în urma unei înțelegeri extrajudiciare.

## Recepție
Supraviețuitori în infern a fost lansat doar în cinematografe în Australia, la Melbourne, unde a obținut 88.000 de dolari, ceea ce echivalează cu 256.080 de dolari în 2009. După lansarea filmului, Tim Burstall a spus că;
S-a vândut peste tot, s-a vândut peste tot în lume și și-a primit banii înapoi. Și a îndeplinit sarcina de a fi realizate unele coproducții cu Orientul, ceea ce a fost util și foarte important. Dar este întotdeauna îngrozitor când preiei controlul de la altcineva - și Phil este un prieten - dar el chiar își dorea să facă ceva cu totul diferit și presupun că a fost considerat mai mult o curvă.
Mai târziu Mel Gibson a numit filmul „destul de nefericit... este atât de rău, este amuzant.”
John McCallum a spus mai târziu că el și Robinson au vrut să facă un alt film în Asia, despre traficul de droguri în Thailanda „începând de la maci și fabricile de deal, unde ei distilează marfa nenorocită și o trimit la Bangkok”, dar nu li s-a permis să îl realizeze din cauza pericolelor pe care le implică filmările în Thailanda.